# بيتر زيمن
بيتر زيمان (بالهولندية: Pieter Zeeman)(25 مايو 1865 -9 أكتوبر 1943) هو فيزيائي هولندى فاز بجائزة نوبل عام 1902 مناصفة مع هندريك أنتون لورنتس لاكتشافه تأثير زيمان.

## طفولته وشبابه
ولد بيتر زيمان بزونيمير، و هي بلدة صغيرة على جزيرة شخون ديفلاند، بهولندا .والده كاتارينوس فورادينوس زيمان وهو قس بالكنيسة البروتستانتية الهولندية، و امه هي فيليمينا فورست.
ظهر اهتمامه بالفيزياء مبكرا . عام 1883,ظهر الشفق القطبي بهولندا.زيمان، و كان في ذلك الوقت طالب بالمدرسة الثانوية بزيريكزى، قام بعمل رسم وتوصيف لتلك الظاهرة وارسله لجريدة الطبيعة ،التي قامت بنشره.و اشاد الصحفى بزيمان قائلا «الملاحظة الدقيقة للاستاذ زيمان من زونيمير».
بعد تخرجه من المدرسة الثانوية عام 1883 اتجه إلى ديلفت لاسنكمال دراسته للغات الكلاسيكية، ثم درس ما يلزمه للقبول بالجامعة.
في ذلك الوقت اقام في منزل د.ليلي، و هو شريك في مدرسة وشقيق كورنيلس ليلى,
المسؤول باحد المشاريع الهولندية لاعمال السدود والصرف واستصلاح الاراضى.اثناء وجوده بديلفت تعرف على هايك كامرلينغ أونس،الذي أصبح مشرف على زيمان فيما بعد.

## دراسته وبداية حياته العملية

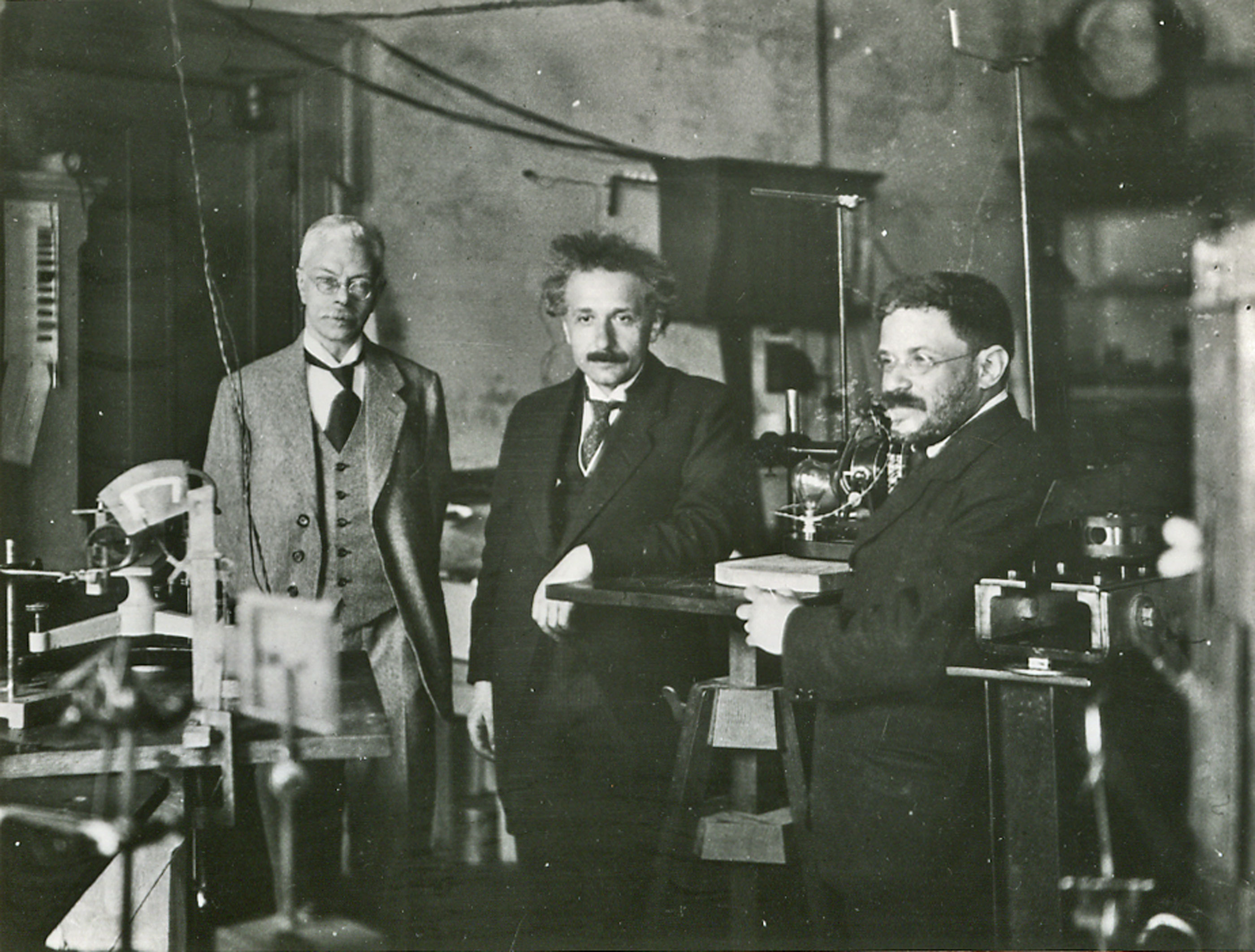
ألبرت أينشتاين في زيارة لعالم الفيزياء التجريبية الهولندي بيتر زييمن (يسار الصورة)، برفقة صديقه بول إرينفيست، وذلك حوالي عام 1920.

بعد تخطى زيمان الاختبارات التاهيلية عام 1885,اتجه إلى دراسة الفيزياء بجامعة ليدن تحت اشراف كامرلنج وهندريك لورنتز.عام 1890,و قبل انهاء درسته، استطاع ان يصبح مساعدا للورنتز.مما مكنه من المشاركة في برنامج بحوث عن تاثير كير.عام 1893,قدم رسالة الدكتوراه عن تاثير كير، و انعكاس الضوء المستقطب من على سطح ممغنط.بعد حصوله على الدكتوراه، اقام لمدة نصف عام بمعهد كولراش بستراسبورج.عام1895,بعد عودته من ستراسبورغ،أصبح زيمان محاضرا للرياضيات والفيزياء بجامعة ليدن.و في نفس العام تزوج من جوهانا اليزابيث ليبرت(1873-1962),و انجبا ولد وثلاثة بنات.
عام 1896,و بعد تقديم رسالته عن تاثير كير بثلاث اعوام، قام باستخدام ادوات المعمل، متخطيا الاوامر المباشرة من مديره، لقياس انقسام الخطوط الطيفية المتعرضة لمجال مغناطيسى قوى.و تم رفده بسبب ذلك، و لكنه برر سبب تخطيه اوامر مديره فيما بعد:حيث فاز بجائزة نوبل في الفيزياء لاكتشافه ما يطلق عليه الآن تاثير زيمان.و استكمالا للبحث الذي بدأه في رسالته، بدأ في دراسة تاثير المجال المغناطيسى على مصدر الضوء.لقد اكتشف ان الخط الطيفى ينقسم إلى سبعة مكونات عند تعرضه لمجال مغناطيسى.
سمع لورنتز عن عمل زيمان لأول مرة يوم السبت,31 أكتوبر,1896 اثناء اجتماع الجامعة الملكية الهولندية للعلوم والفنون بأمستردام،عن طريق كامرلنج اونس.و في يوم الاثنين التالى مباشرة، اتصل لورنتز بزيمان في مكتبه وقام بتفسير بعض ملاحظات زيمان، عن طريق نظرية لورنتز للاشعاع الكهرومغناطيسى.
اهمية اكتشاف زيمان ظهرت بعد ذلك بقليل.لقد اكدت توقعات لورنتز عن استقطاب الضوء عند تعرض المصدر لمجال مغناطيسى.و بسبب تجارب زيمان، تم التوصل إلى ان الجزيئات المتذبذبة التي تتسبب في انبعاث الضوء التي تكلم عنها لورنتز هي جزيئات مشحونة سلبيا، مضيئة أكثر الف مرة من ذرة الهيدروجين.هذا الاستنتاج تم التوصل اليه قبل ان يكتشف تومسون الإلكترون.تاثير زيمان كان اداة مهمة جدا لتوضيح الهيكل الداخلى للذرة.

## أستاذ بامستردام
بسبب اكتشافه، عرض على زيمان منصب محاضر بامستردام عام 1897,و عام 1900 تمت ترقيته ليصبح أستاذ الفيزياء بجامعة امستردام.عام 1902,فاز بجائزة نوبل في الفيزياء لاكتشافه تاثير زيمان، مناصفة مع لورنتز.عام 1908,شغل زيمان منصب أستاذ ومدير معهد الفيزياء بامستردام.
عام 1923,تم إنشاء معمل جديد بامستردام، و تم تسميته عام 1940 معمل زيمان.مما سهل عليه مواصلة ابحاثه الدقيقة عن تاثير زيمان.و في بقية حياته العملية، ظل مهتما بالابحاث في البصريات والمجالات المغناطيسية.كما قام أيضا بدراسة انتشار الضوء في الاوساط المتحركة.هذا الموضوع أصبح موضع اهتمام للورنتز وألبرت أينشتاين لاتصاله بالنسبية الخاصة.

## اخر اعوامه ووفاته
عام 1898,تم اختيار زيمان عضوا بالجامعة الملكية الهولندية للعلوم والفنون بامستردام، و عمل كأمينا لها منذ عام 1912 حتى عام 1920.كما فاز بوسام هنري درابر عام 1921,و العديد من الجوائز الأخرى والدرجات الفخرية.
توفى زيمان يوم 9 أكتوبر,1943 في امستردام، و تم دفنه بهارلم.

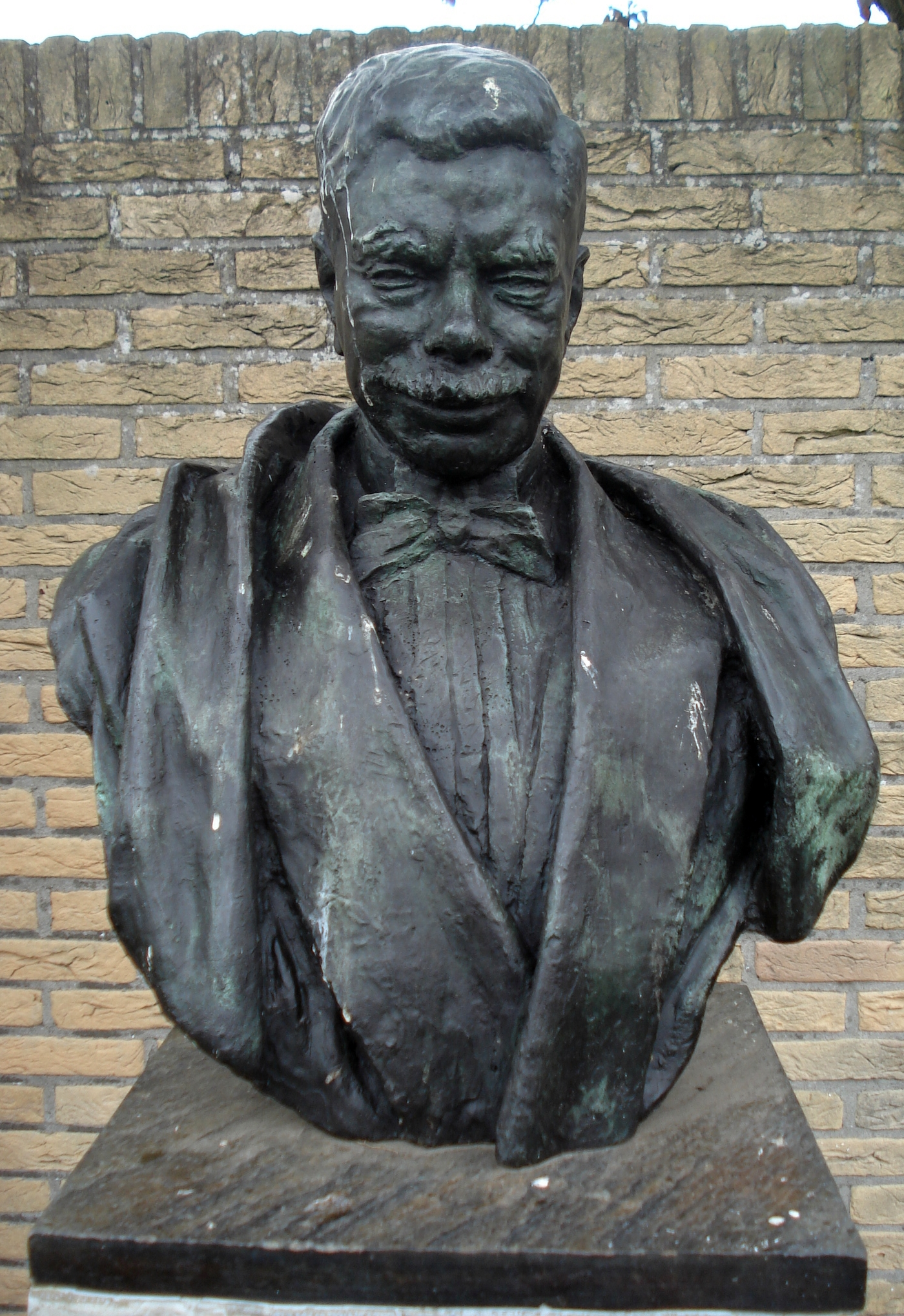
تمثال نصفي لبيتر زيمان في زونيماير (شوين دوفلاند ، زيلاند ، هولندا) بقلم جوبز ويرثيم (1950) ؛ هدية من مدينة أمستردام.

## الجوائز والاوسمة
بسبب اسهاماته فاز زيمان بالجوائز التالية.
جائزة نوبل في الفيزياء (1902)
وسام ماتوتشى(1912)
وسام هنرى درابر من الجامعة القومية للعلوم(1921)
وسام رمفورد(1922)
وسام فرانكلين(1925)

## روابط خارجية
- بيتر زيمن على موقع الموسوعة البريطانية (الإنجليزية)
- بيتر زيمن على موقع إن إن دي بي (الإنجليزية)